# 玩笑 (米兰·昆德拉)
《玩笑》（捷克語：Žert）是米兰·昆德拉的第一本小说作品，最初出版于1967年。該作品描繪其主人翁路德维克在學生時期於共產主義者之間陷入恥辱情境，並被流放至一座礦場工作復遭平反的故事。該作品之歷史背景設定在二次世界大戰甫結束之時；當時，共產黨開始鞏固其權力，並持續到布拉格之春之前。

## 内容
小说发生于捷克斯洛伐克过渡到共产主义国家的时期。由一系列对主要人物有巨大影响的玩笑构成的。故事从路德维克、埃莱娜、考茨卡和雅罗斯拉夫四人的角度讲述。路德维克的玩笑是逐渐远离他人人羡慕的摩拉维生活方式，考茨卡则恰好是路德维科的反面，他因为信仰基督教而自动脱离了他原来所属的党派。埃莱娜是路德维克的受害者，并对党派支持者的严肃性持挖苦态度。路德维科本身显示了党派的缺陷，他一系列复仇和救赎的寻求推动了小说情节的发展。
这部于1967年出版的小说写于1965年的布拉格，内容也设定同一时空。开头，路德维克回顾对一个在五十年代改变了他整个人生的笑话。当时，路德维克是一个时髦、机智而受欢迎的学生和党派支持者。和他大多数朋友一样，他狂热的支持二战后捷克斯洛伐克尚属新鲜的共产主义政权。暑假期间，他给班上的一位据他说总是有点太严肃的女生写去一张明信片：“乐观主义是人们的鸦片！健康的氛围因为愚蠢而发臭！托洛斯基万岁！”但他的同事和年轻的党领导人却并不认同这张卡片想要表达的幽默。路德维克被开除出党，并被送到军方负责的，由颠覆革命分子组成的工作队中。接下来，他在矿山中工作了好几年。
尽管有这个中断，路德维克仍然成了一名成功的科学家。可无论他如何成功，他从前的朋友对他的处置一直让他痛苦而愤怒。当他结识埃莱娜，帕维尔的妻子时，机会出现了，因为帕维尔正是当年将路德维克清除出党的人。路德维克勾引了埃莱娜，借此实现他的报复。这是小说的第二个“玩笑”。尽管勾引成功了，但事情并未像路德维克计划的那样发展。小说的第三个“玩笑”让路德维克陷入更深的痛苦之中。最终他认定这些玩笑和痛苦的后果并非执行人的错误，而是历史中不可避免的东西，所以最终，人不能指责那些不能被改变或者修改的力。

## 相關作品

### 影视、舞台剧改编作品
1968年，《玩笑》被捷克新浪潮导演基罗米尔 吉瑞斯改编成电影，但该电影在布拉格之春后几乎被立即禁演了。

### 音乐作品
美国乐队“忍”受《玩笑》启发创作《一样的混蛋》，歌词中提到被学校开除后在矿山中工作的露茜和路德维克。